# Linge (rivier)
De Linge is een 108 kilometer lange, deels kunstmatige rivier die in het Nederlandse Rivierengebied van oost naar west stroomt, door de Betuwe van Doornenburg tot Gorinchem. De naam komt van het Oudnederlands voor het lange water. Grote delen van de Linge zijn niet bevaarbaar voor gemotoriseerde schepen. De gemeente Lingewaard ontleent haar naam aan de Linge.

## Loop
De inlaat van de Linge uit het Pannerdensch Kanaal bij Doornenburg verloopt beheerst via gemaal Pannerling, genoemd naar Pannerden en de Linge. Tot aan Zoelen is de Linge een wetering, een gegraven 'kunstmatige rivier', met een lengte van 46,1 km. Het stuk tussen Elst (Gelderland), Zetten en Opheusden is dan ook weinig meer dan een aaneenschakeling van rechte kanalen, wat ook te zien is aan parallelle, kilometerslange, vrijwel rechte wegen in de gemeente Overbetuwe.
Toen tussen Elst en Arnhem-Zuid het landschapspark Lingezegen werd aangelegd, is de Linge daar diervriendelijker gemaakt; onder andere werden de steile kades vervangen door glooiende oevers. De kruising met het Amsterdam-Rijnkanaal is opmerkelijk: hier verdwijnt de rivier onder het kanaal. Tussen Doornenburg en Geldermalsen telt de Linge dertien stuwen, in het overige gedeelte geen.
Bij Zoelen komt de rivier samen met de Dode Linge, die ooit als zijtak van de Waal het begin vormde van de natuurlijke Linge die te herkennen is aan de meanders. Voorbij Tiel komt het Inundatiekanaal, een onderdeel van de Nieuwe Hollandse Waterlinie, in de rivier uit. Een klein stuk stroomafwaarts, nabij Buurmalsen, mondt de Korne in de Linge uit en even verderop, bij Tricht, de Bisschopsgraaf.
In Gorinchem bevindt zich vóór de binnenstad de splitsing van de Linge met het Kanaal van Steenenhoek dat even verder het Merwedekanaal kruist. Na de splitsing loopt het vaarwater van de Linge nog 950 meter door de binnenstad tot in de Lingehaven met aan het einde daarvan de Lingesluis, die de oorspronkelijke verbinding vormt met de Beneden-Merwede.
De waterafvoer loopt echter anders dan de vaarweg. De uitstroom van de Linge loopt door het 9,3 kilometer lange Kanaal van Steenenhoek via de normaal openstaande Gorinchemse Kanaalsluis naar Hardinxveld-Giessendam en wordt daar door het Kolffgemaal in de Beneden-Merwede geloosd.

## Scheepvaart
De rivier is voor kleine schepen goed bevaarbaar vanaf de stuw in de Korne bij Buren tot Gorinchem. Grote schepen komen niet verder de rivier op dan de insteekhaven in Geldermalsen. Vanaf de openstaande Lingesluis in Asperen tot Geldermalsen is de vaarweg CEMT-klasse I. Deze schepen mogen niet langer zijn dan 47 meter. Van Gorinchem tot Asperen is de vaarweg CEMT-klasse II en zijn de maximaal toegestane afmetingen algemeen 60,00 × 7,50 × 2,25 m. Er gelden ook verschillende snelheidsbeperkingen, snel varen is overal verboden.
Afvarend kunnen kleine schepen via de oorspronkelijke route (de huidige Lingehaven in Gorinchem) naar de Merwede varen. De maximale doorvaarthoogte is kanaalpeil +2,85 m. Grotere schepen varen via de Gorinchemse Kanaalsluis via het Merwedekanaal en de Grote Merwedesluis naar de Merwede.
Over het gedeelte met scheepvaart worden drie voetveren bediend:
- Enspijk – Marienwaerdt,
- Heukelum – Galgenwaard,
- Arkel – Spijk.

Direct naast de Linge, in natuurgebied Diefdijk Zuid, is de zelfbedieningskabelpont Heukelum – Koornwaard over de verbinding van de plas ernaast met de Linge.

## Afvoer
De afvoer van de Linge (het debiet) is afhankelijk van twee factoren: de hoeveelheid water die wordt ingelaten vanuit het Pannerdensch Kanaal en de hoeveelheid regen die is gevallen in het stroomgebied van de Linge. De gemiddelde afvoer van de Linge bedraagt 7 m³/s, waarvan 4 m³/s wordt ingelaten vanuit het Pannerdensch Kanaal. In de zomermaanden kan het waterpeil in het Pannerdensch Kanaal te laag zijn voor het inlaten van water in de Linge, waardoor het debiet soms maandenlang 0 m³/s kan bedragen. Het Gemaal Pannerling biedt dan uitkomst door water op te pompen. Een afvoer van meer dan 10 m³/s komt zelden voor. In zeer natte tijden kan het debiet echter tijdelijk stijgen tot enkele tientallen kubieke meters per seconde. De maximale capaciteit van het Lingegemaal (Kolffgemaal), dat het water van de Linge in de Merwede loost) bedraagt 60 m³/s - dit wordt in de praktijk echter nooit gehaald. Voor zeer natte perioden zijn er nog secundaire lozingsmogelijkheden via gemaal Kuijk bij Randwijk, naar de Nederrijn) en gemaal Van Beunigen bij het Amsterdam-Rijnkanaal.

## Geschiedenis
Het 53 kilometer lange gedeelte tussen Zoelen en Gorinchem wordt Beneden-Linge genoemd en is van oorsprong een natuurlijke waterloop, die via wat nu de 3,2 kilometer lange Dode Linge heet tot in de 14e eeuw vanuit de Waal bij Tiel werd gevoed. In 1304 werd de Linge echter in Tiel afgedamd, nadat zij twee jaar eerder in Gorinchem waarschijnlijk ernstige wateroverlast had veroorzaakt. In de Lingebrief van 1456 wordt de geschiedenis van de Linge uitgebreid uit de doeken gedaan. Hiermee was de wateroverlast echter nog niet geweken. Ook na de afdamming van de Linge stond de binnenstad van Gorinchem soms nog blank. Dit probleem is mede opgelost door het graven van het Kanaal van Steenenhoek evenwijdig met de Beneden-Merwede. Dit kanaal verbindt de Linge vlak voor de binnenstad van Gorinchem met de Merwede, een eind verderop in westelijke richting.
De aanleg van de wetering vanaf Doornenburg tot Zoelen, die Boven-Linge wordt genoemd, heeft eveneens bijgedragen aan de waterbeheersing stroomafwaarts. Aanvankelijk werd via de wetering alleen het overtollige water uit de Betuwe afgevoerd, maar toen in de jaren 50 van de 20e eeuw het kanaal werd verbreed en de inlaat vanuit het Pannerdensch Kanaal werd gerealiseerd, was de gecontroleerde aanvoer van water beter te verzorgen.
In 2005 werd een dam en stuw geplaatst op de grens van de inlaat, om verzanding daarvan tegen te gaan. Sindsdien verzorgt het drijvende gemaal daar de wateraanvoer als het natuurlijke verval, door de lage waterstand in het Pannerdensch Kanaal, niet voldoende is. Door deze aanvoer van water werd het gedeelte van de oorspronkelijke rivier tussen Tiel en Zoelen de Dode Linge.
In de vroege middeleeuwen heeft er een verbinding tussen de Linge en de huidige Lek bestaan, de zogenaamde Hagesteinstroom. Die is volledig verzand en niet meer in het landschap te herkennen.
Vroeger ging veel vrachtvervoer naar en van de dorpen over de Linge. De naam 'loswal' voor de toenmalige aanlegplaats van de schepen herinnert daaraan.
In januari 1809 brak de Waaldijk beneden Ewijk op twee plaatsen door; in samenhang hiermee begaf twee weken later de Noorder-Lingedijk het, waarna de Vijfheerenlanden en de Alblasserwaard overstroomden. Er werd nu een door Jan Blanken opgesteld plan uitgevoerd, met als belangrijkste onderdelen:
- verzwaring van de Diefdijk en van de Noorder-Lingedijk beneden Asperen;
- bouw van keersluizen in de monding van de Linge te Gorinchem;
- afdamming van de Linge boven Asperen, met in de betreffende dam een waaiersluis;
- aanleg van zestien nieuwe overlaten in de Lingedijken boven Asperen;
- aanleg van een viertal overlaten bij Dalem, waarvan drie in de Merwededijk en één in de Lengzeldijk;
- bouw van een tweede (binnendijkse) Zuider-Lingedijk nabij Asperen. Deze Lingewerken waren in 1818 grotendeels uitgevoerd.[6]

## Mythe
Al heel lang duikt op vele plaatsen de bewering op dat de Linge 'de langste rivier van Nederland' zou zijn. Daarmee wordt bedoeld dat de rivier in Nederland ontspringt, het gehele stroomgebied zich binnen Nederland bevindt en dat de waterloop van begin tot eind dezelfde naam draagt. Aangezien daar veel op af te dingen is behoort deze kwalificatie tot de folkloristische mythes. Van ontspringen is geen sprake, aangezien de inlaat een overloop is met pompondersteuning. Van een rivier is tot Tiel geen sprake, aangezien het hier een gegraven wetering betreft. Het gedeelte dat wel als een natuurlijke waterloop kan worden gezien is, zelfs als de Dode Linge wordt meegerekend, echter met 57 kilometer veel te kort voor de bedoelde categorie. In werkelijkheid is de Gelderse IJssel met 127 kilometer formeel de langste rivier die alleen door het grondgebied van Nederland stroomt en van begin tot eind dezelfde naam draagt.

## Trivia
- Van Leerdam tot net na Kedichem vormt de Linge de grens tussen de provincies Utrecht en Gelderland.
- Van net na  Kedichem tot Gorinchem vormt de Linge de grens tussen de provincies Zuid-Holland en Gelderland. Bij Tiel en Buren vormt de rivier een deel van de gemeentegrens.
- Het Grote Rivierenpad, waarin het deel Lingepad is opgenomen,[8] volgt het gedeelte van de Linge langs Leerdam, Asperen, Acquoy, Rhenoy, Rumpt, Beesd, Enspijk, Deil en Tricht.
- Park Lingezegen dankt zijn naam aan de rivier en de zegen (gewestelijke benaming voor afwateringssloten) die erin uitmonden.
- Onderdeel van Natura 2000 gebied Lingegebied en Diefdijk Zuid.

## Fotogalerij

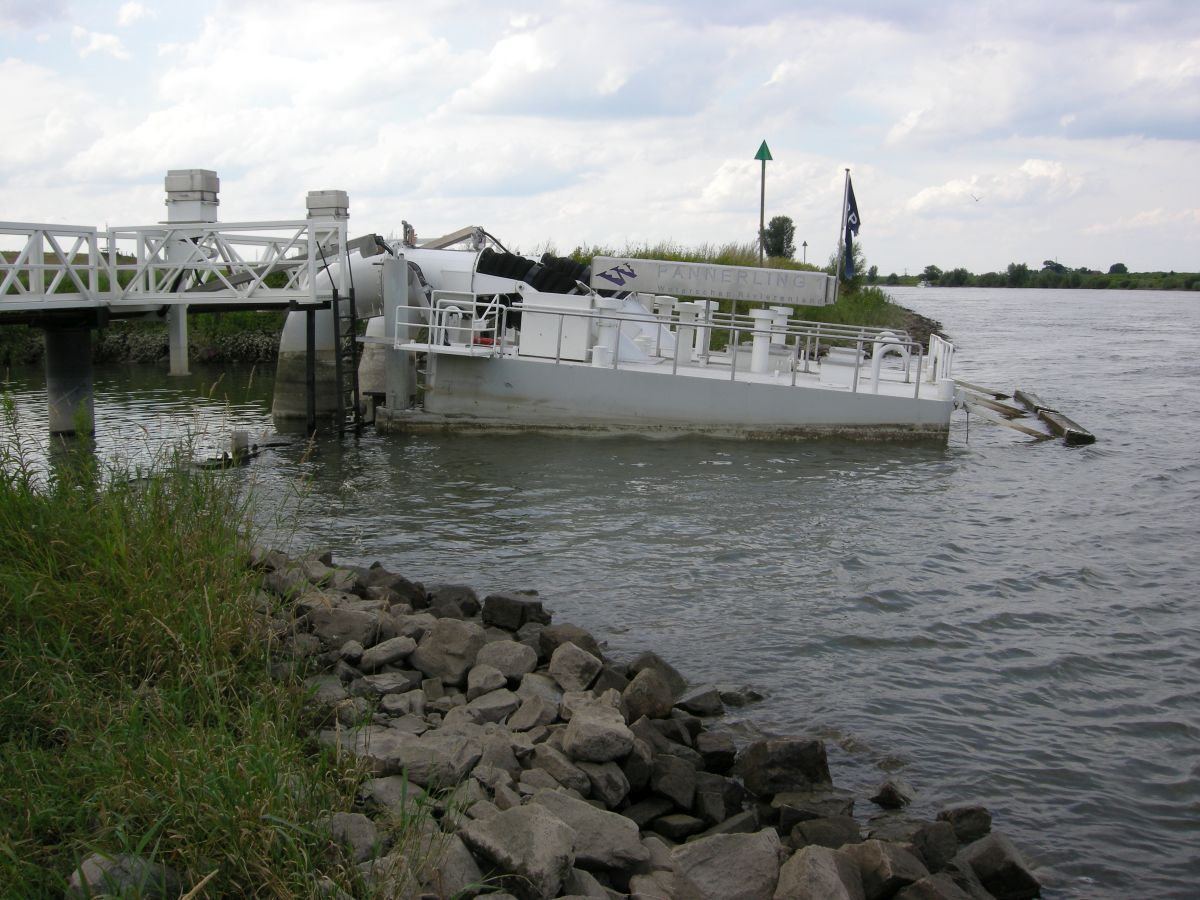
Voormalig drijvend gemaal De Pannerling in het Pannerdensch Kanaal
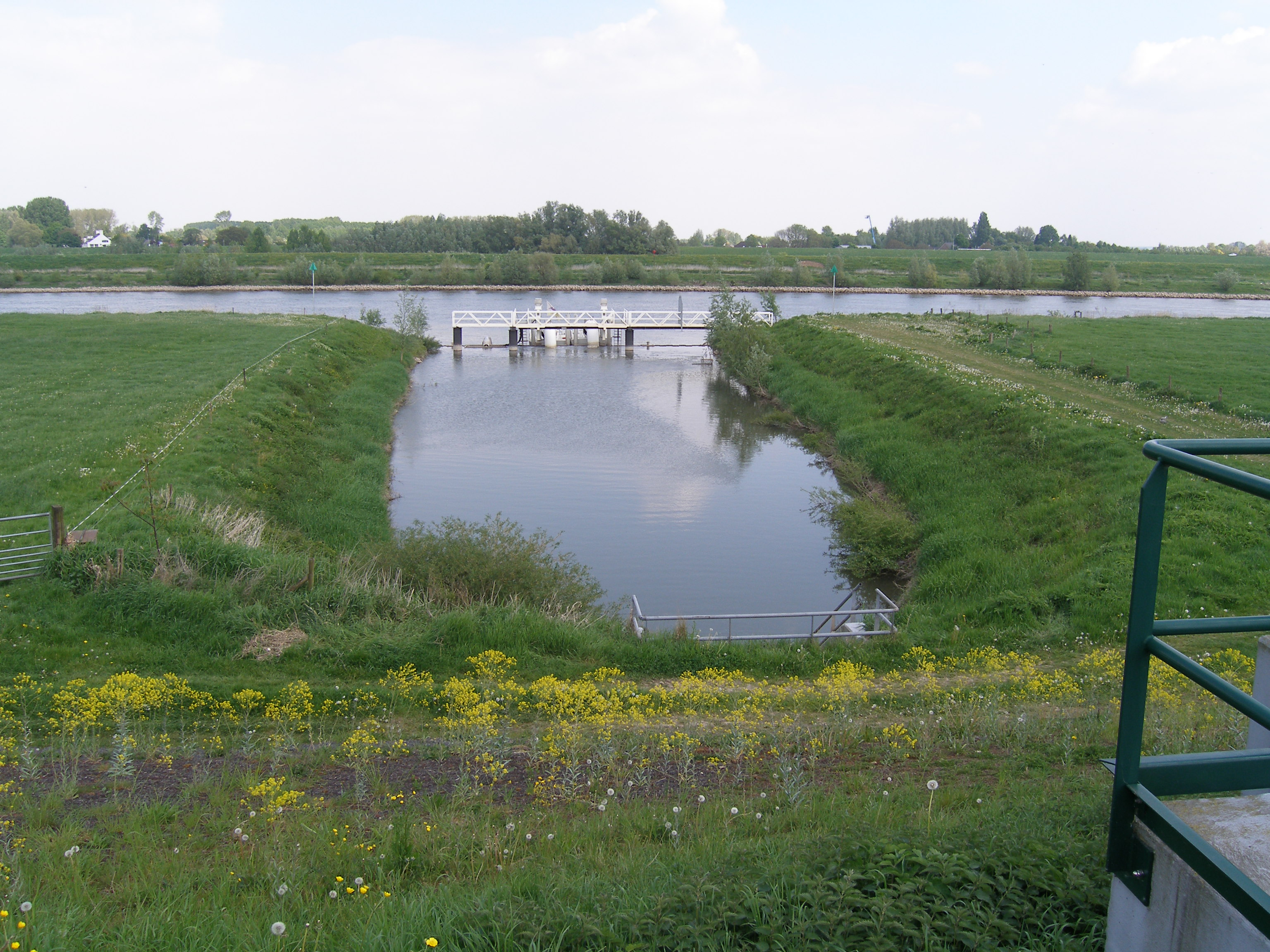
De inlaat vanaf de dijk gezien
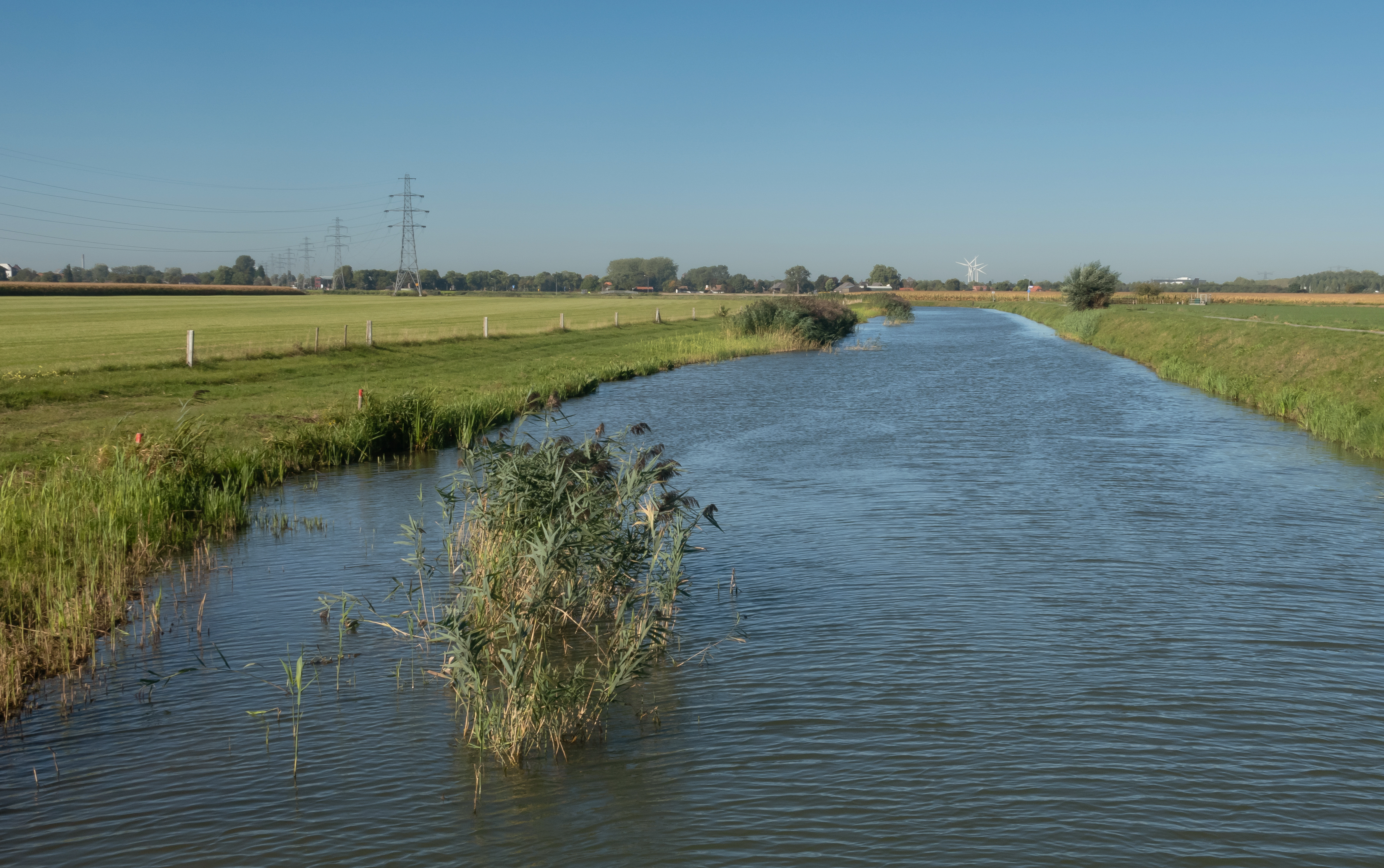
Bij Gendt
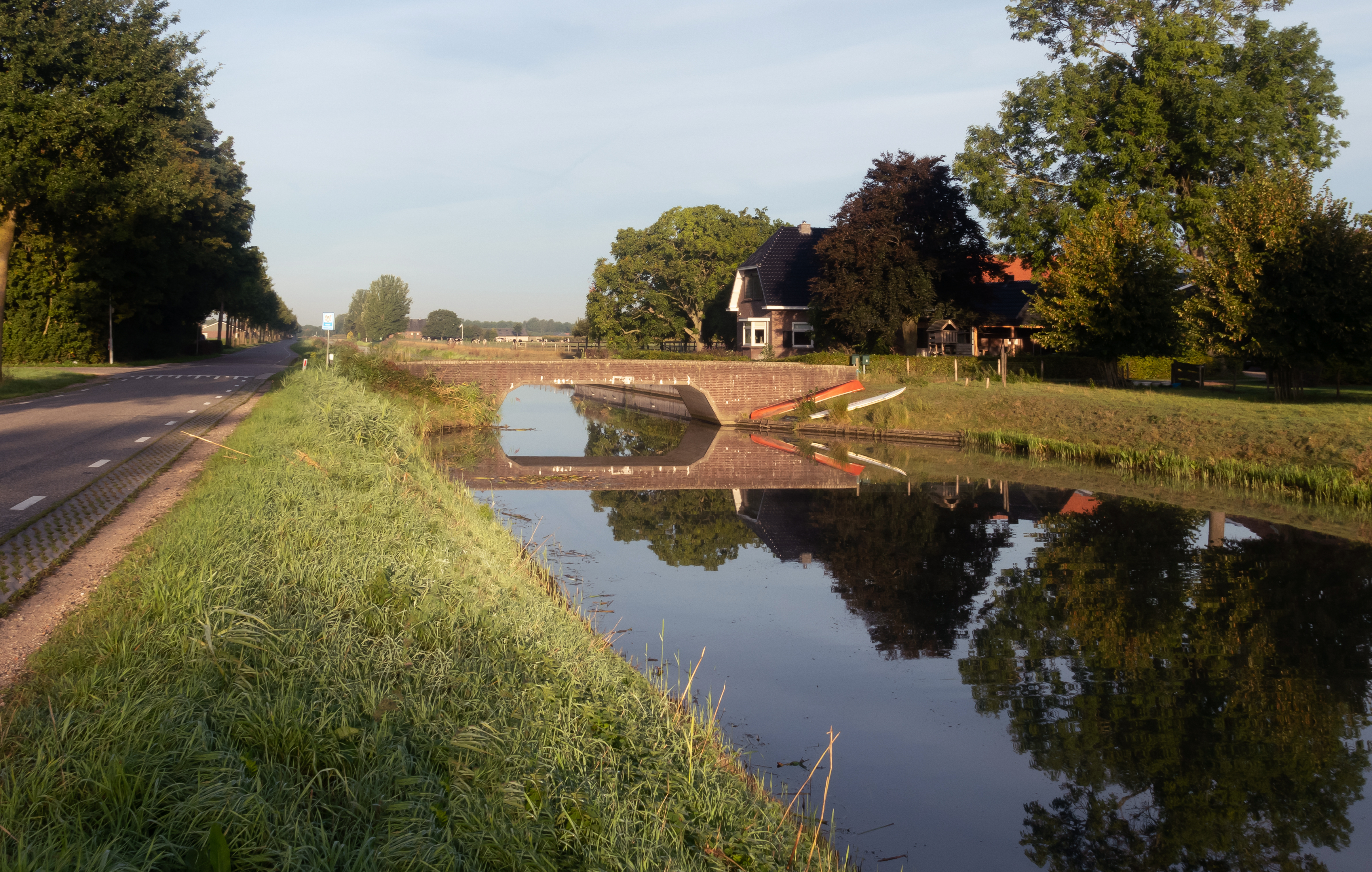
Bij Zetten
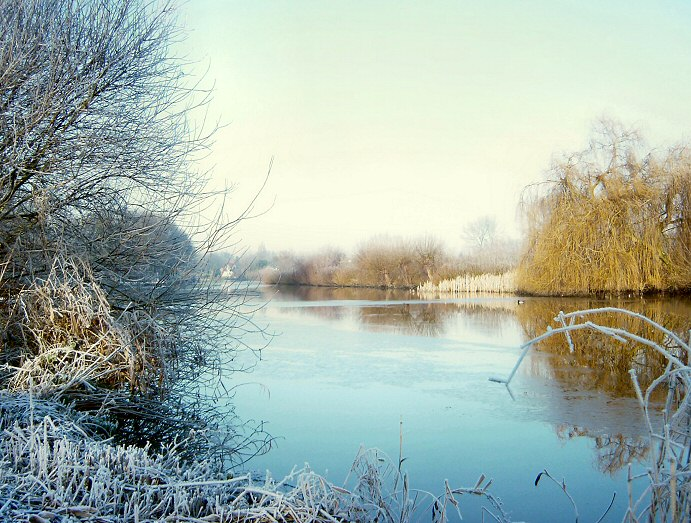
Bij Geldermalsen
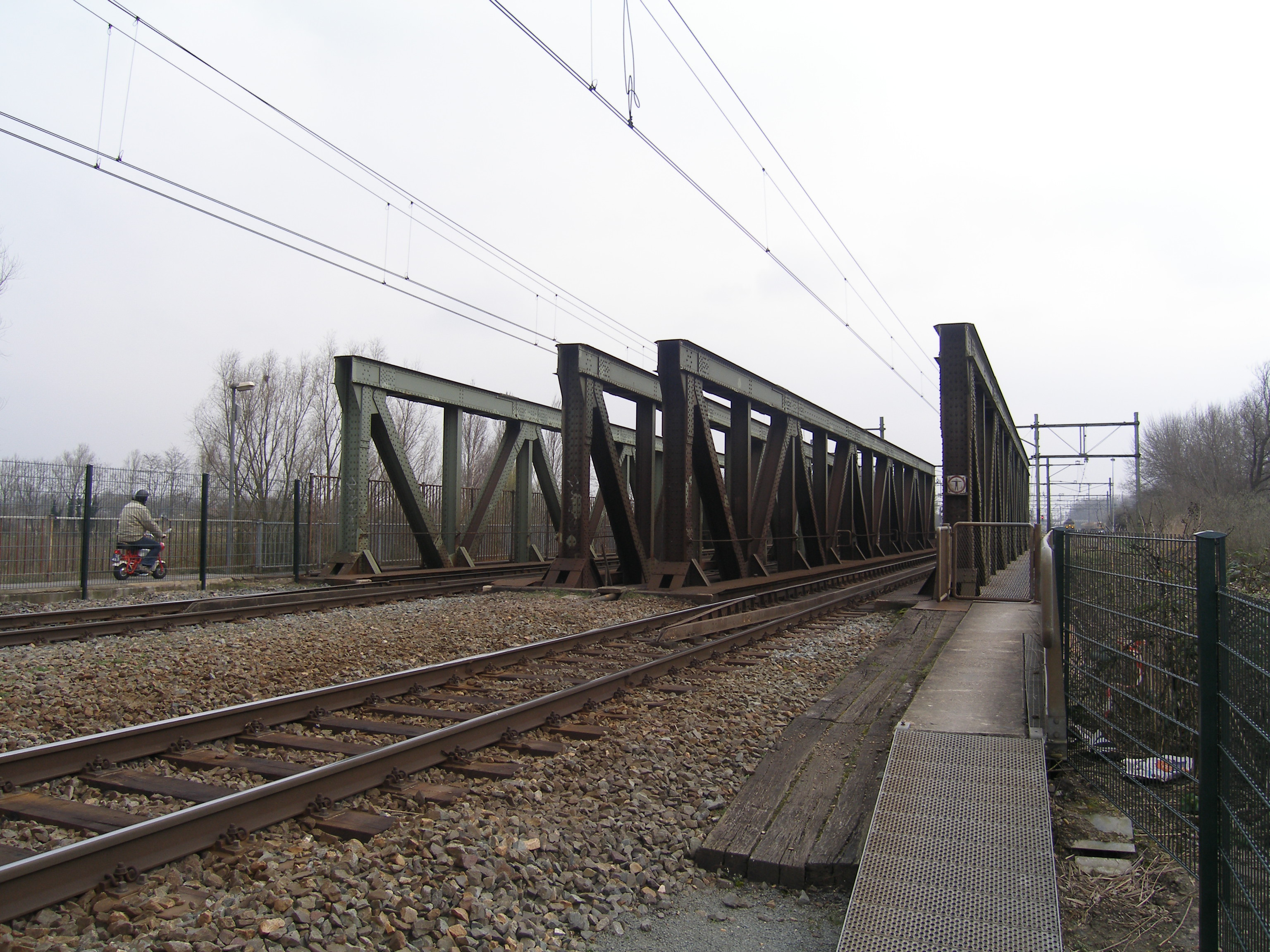
De oude spoorbrug over de Linge bij Tricht
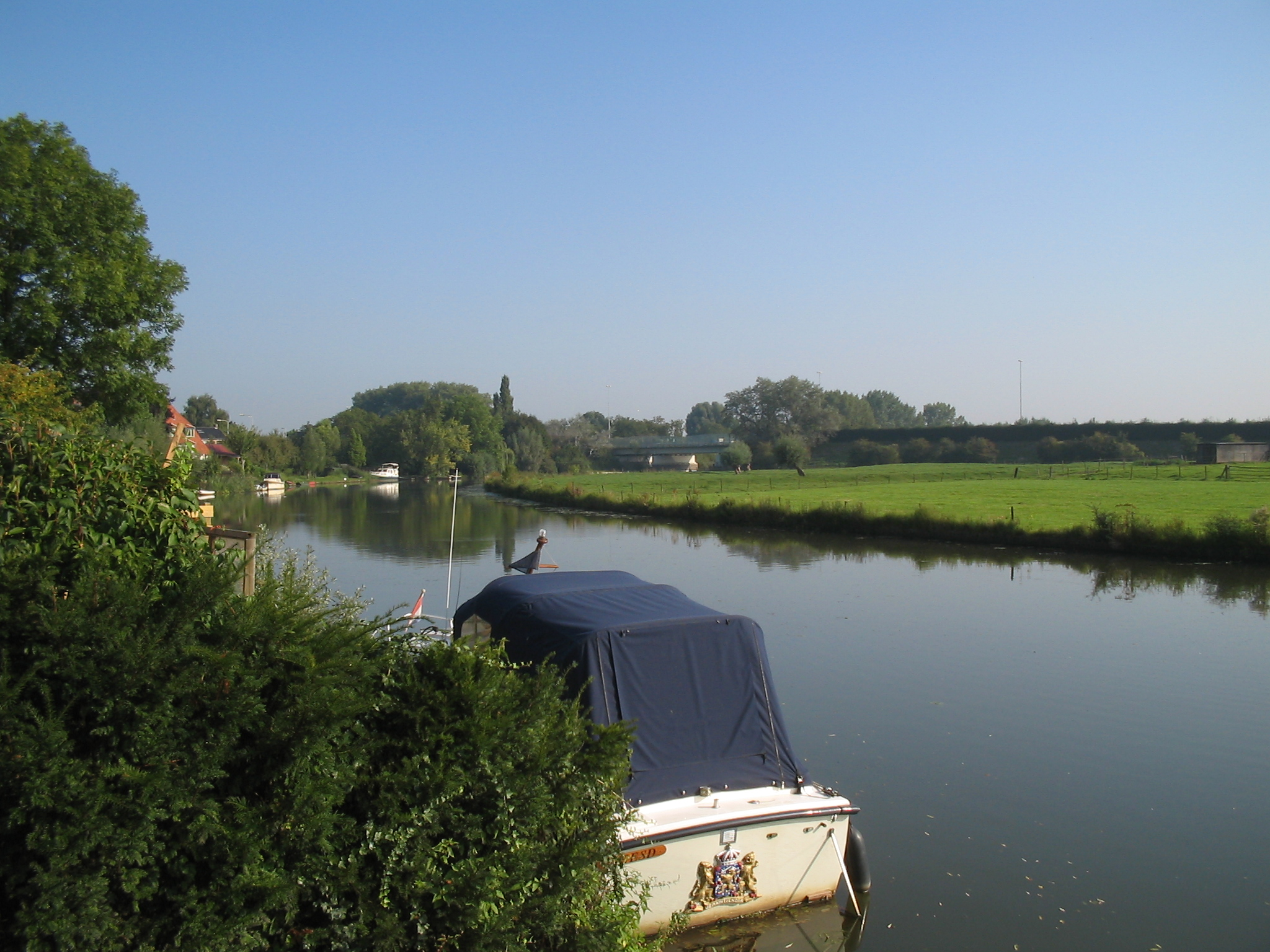
Bij Beesd
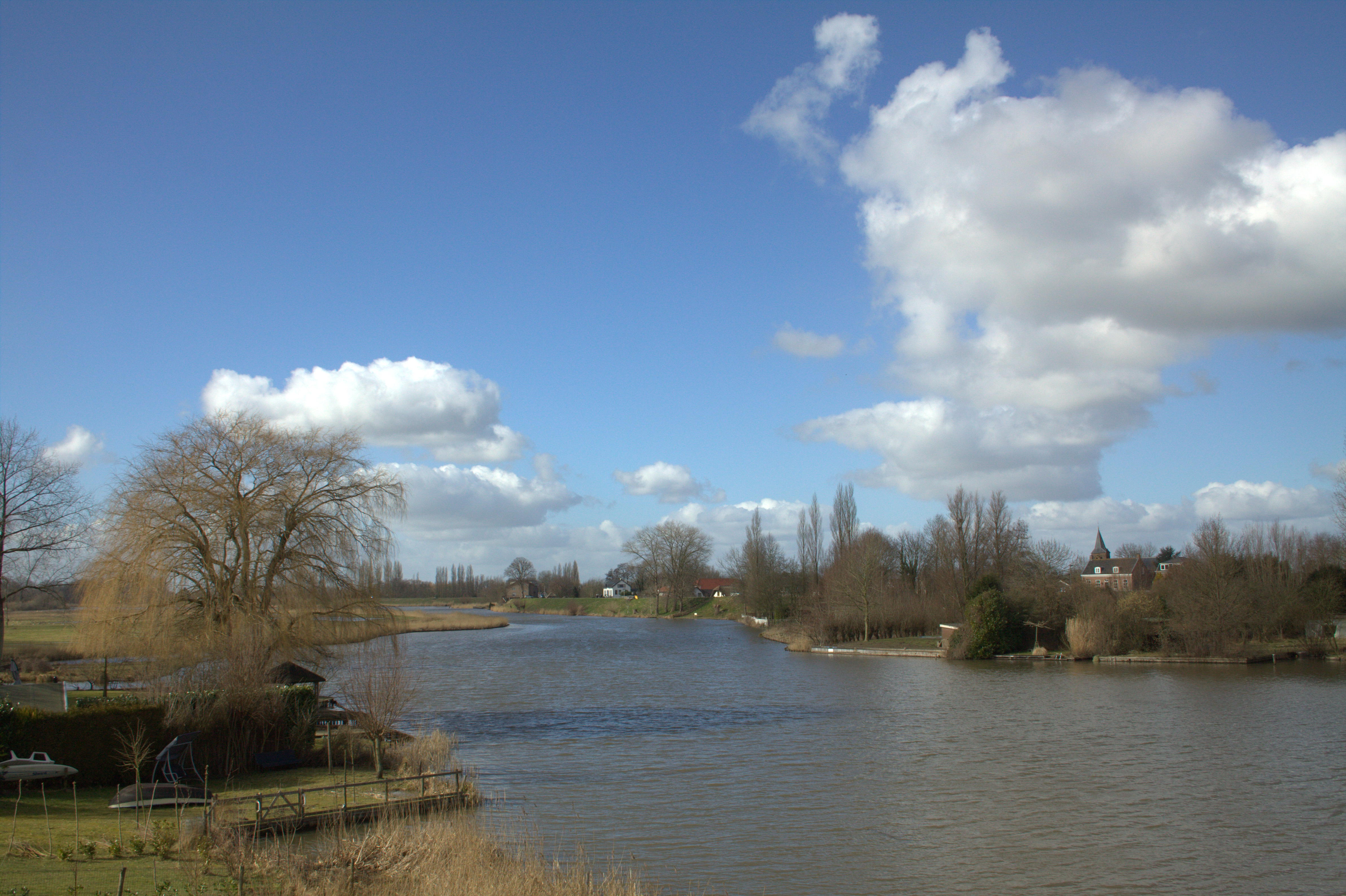
Bij Kedichem
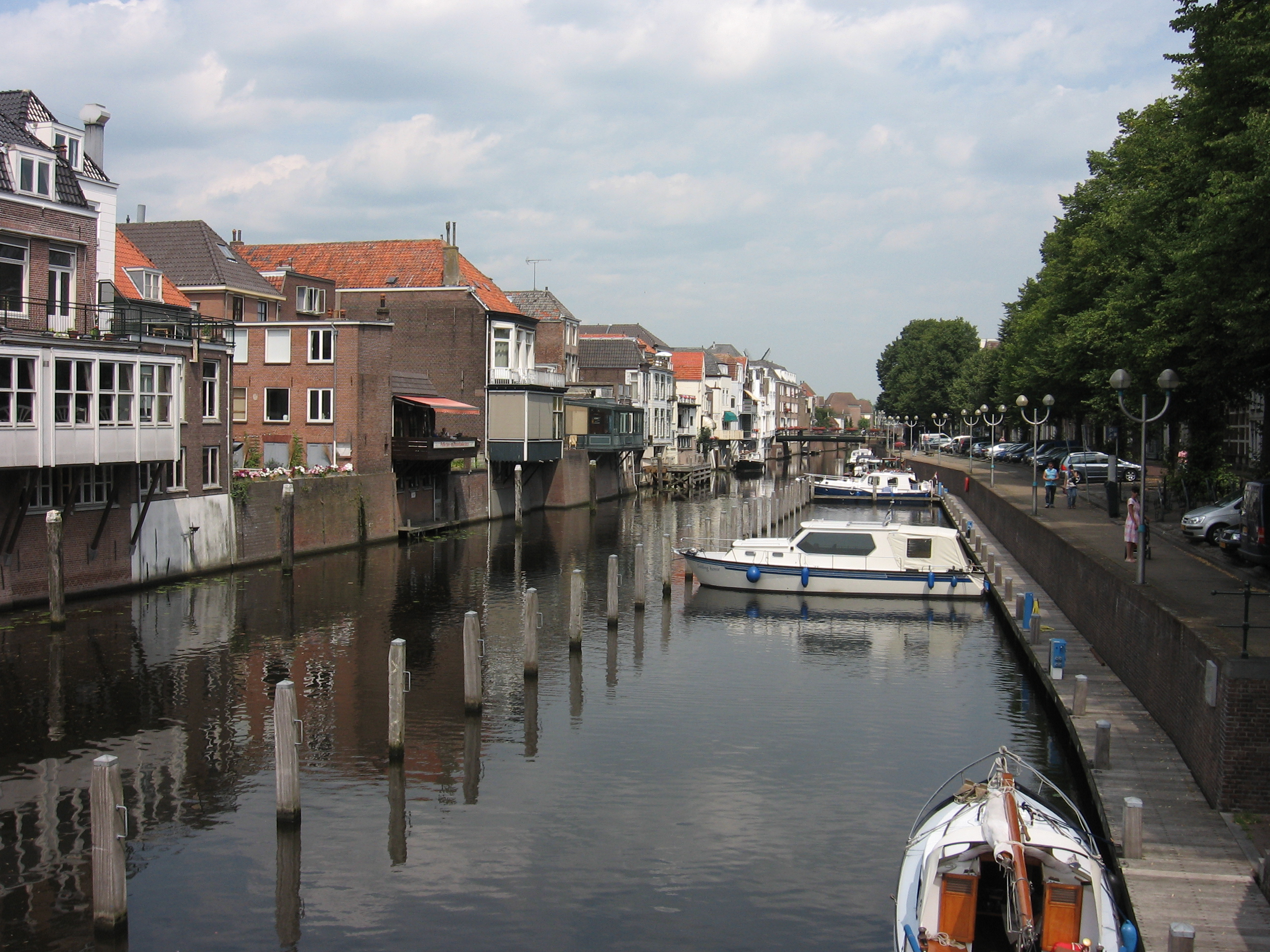
In Gorinchem

## De Linge rondom Elst

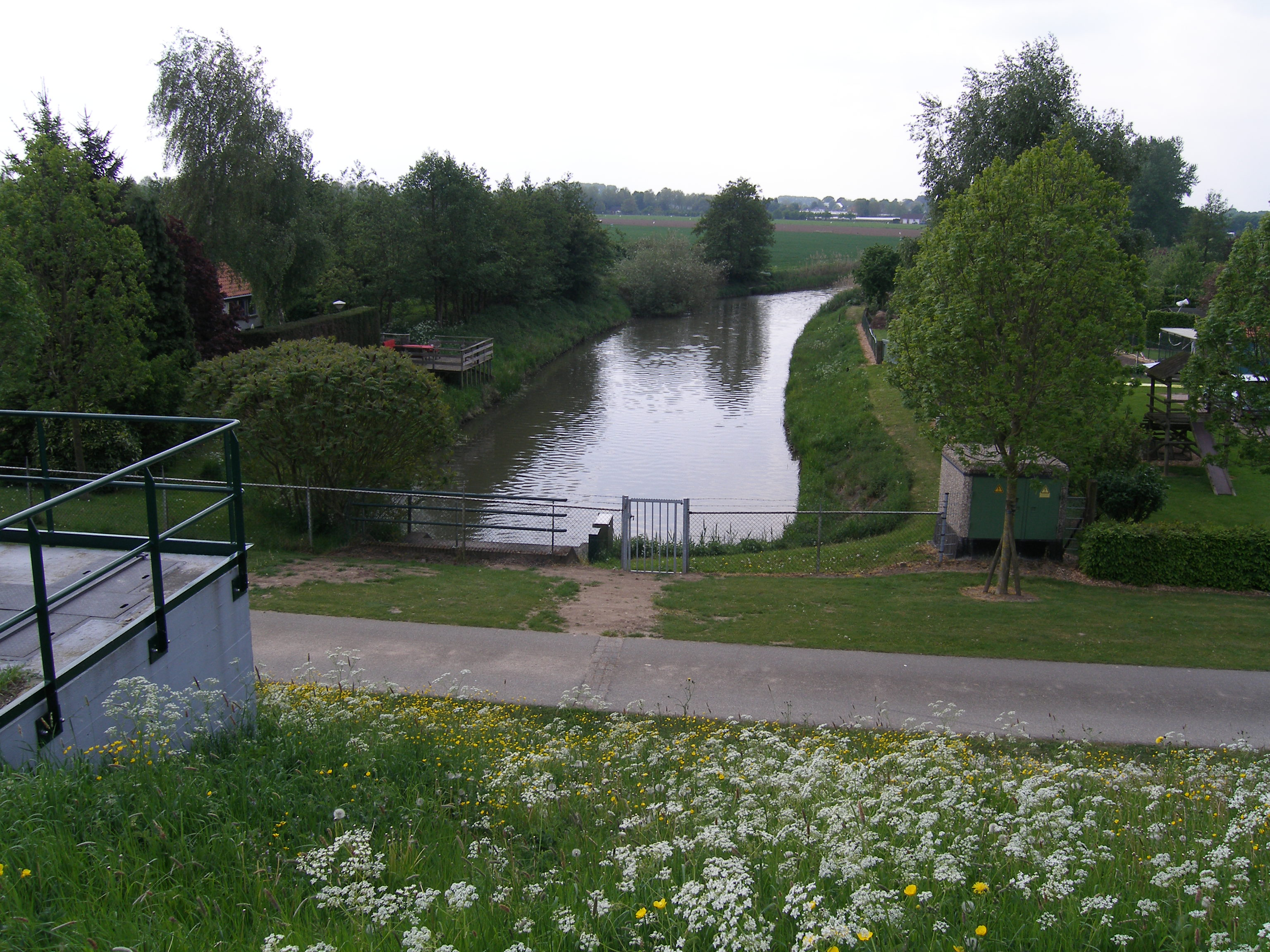
Vanaf de inlaat onder de dijk door richting Elst
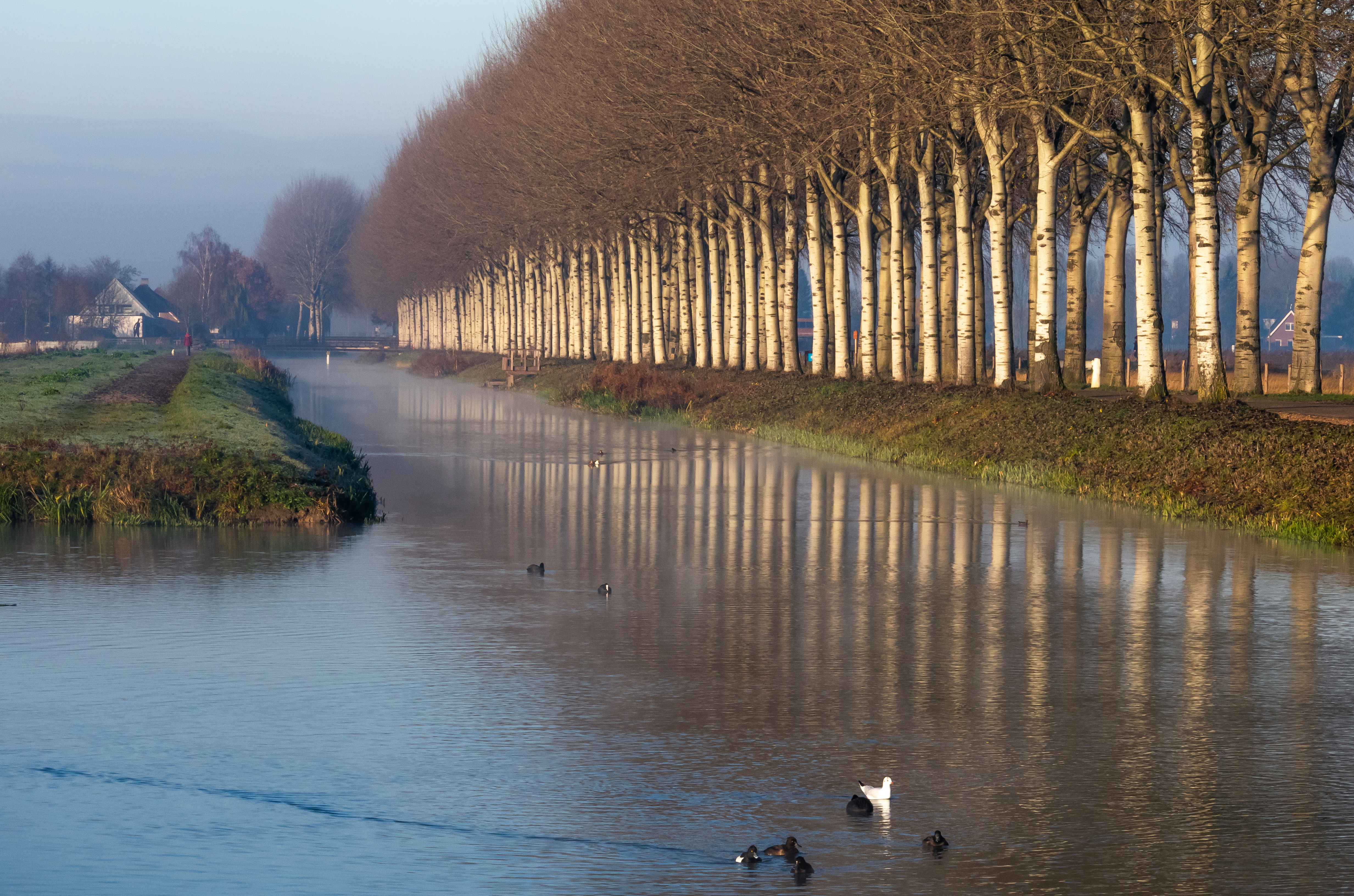
Bij Elst in de herfst
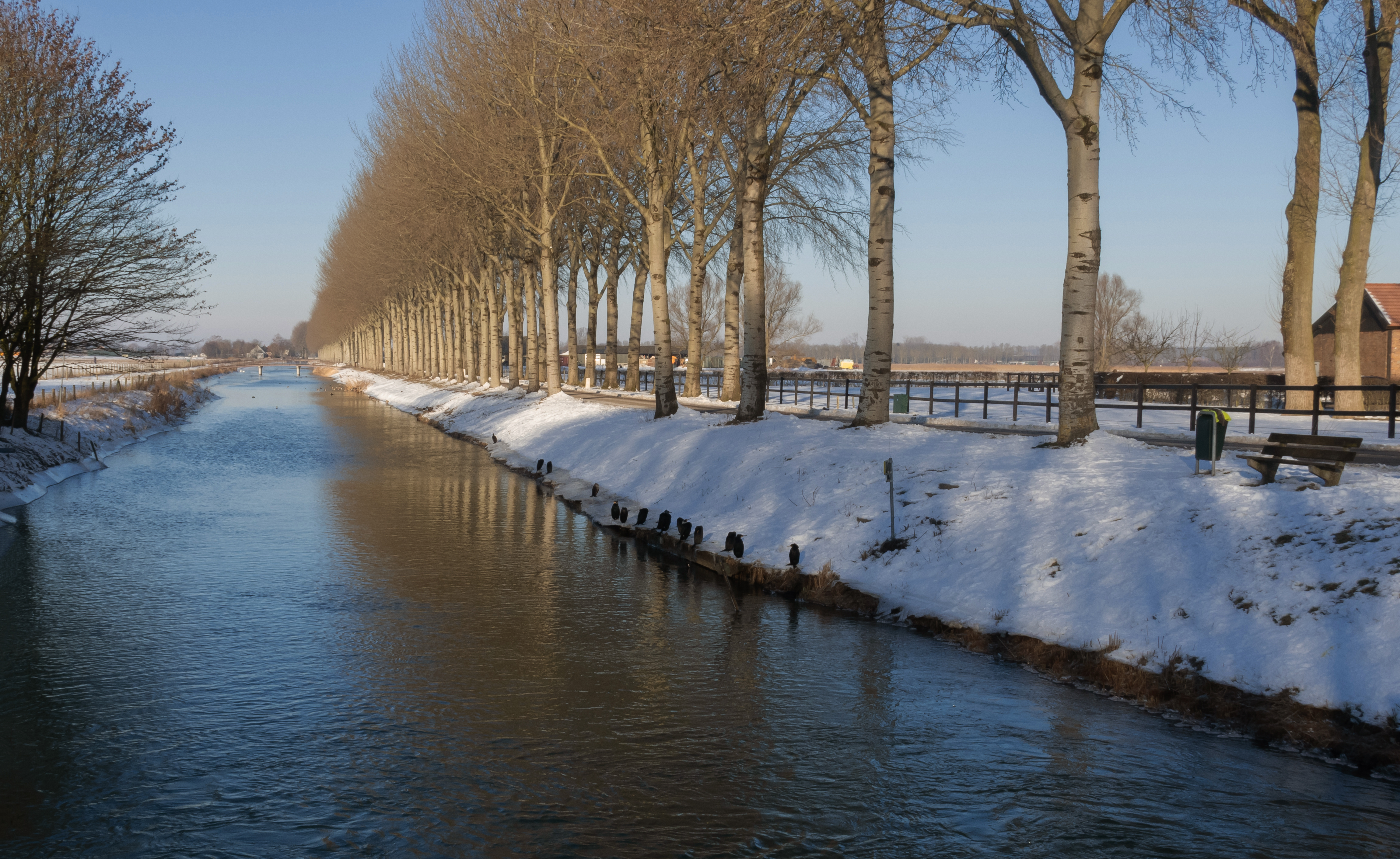
Bij Elst in de winter
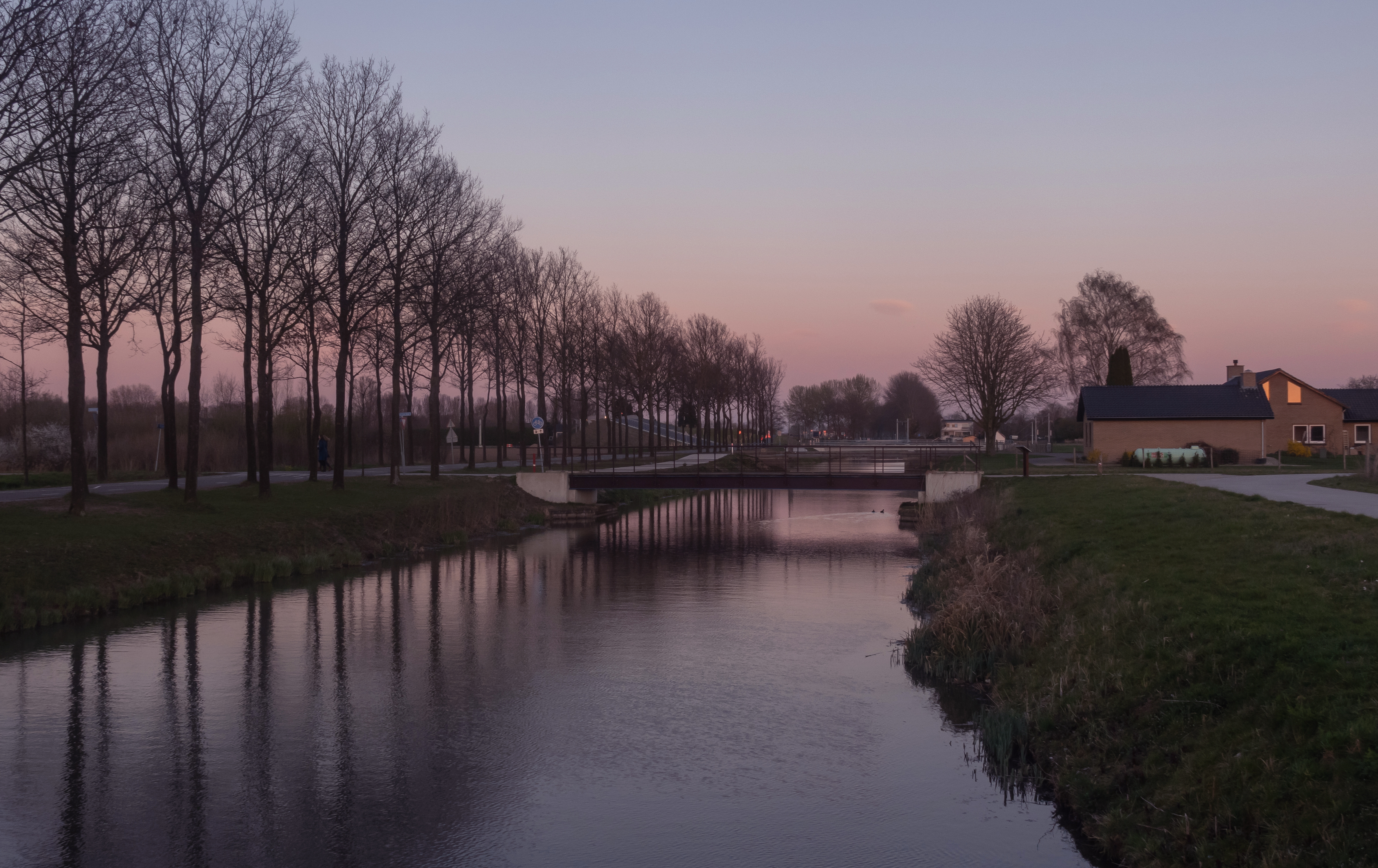
Bij het viaduct over de spoorlijn
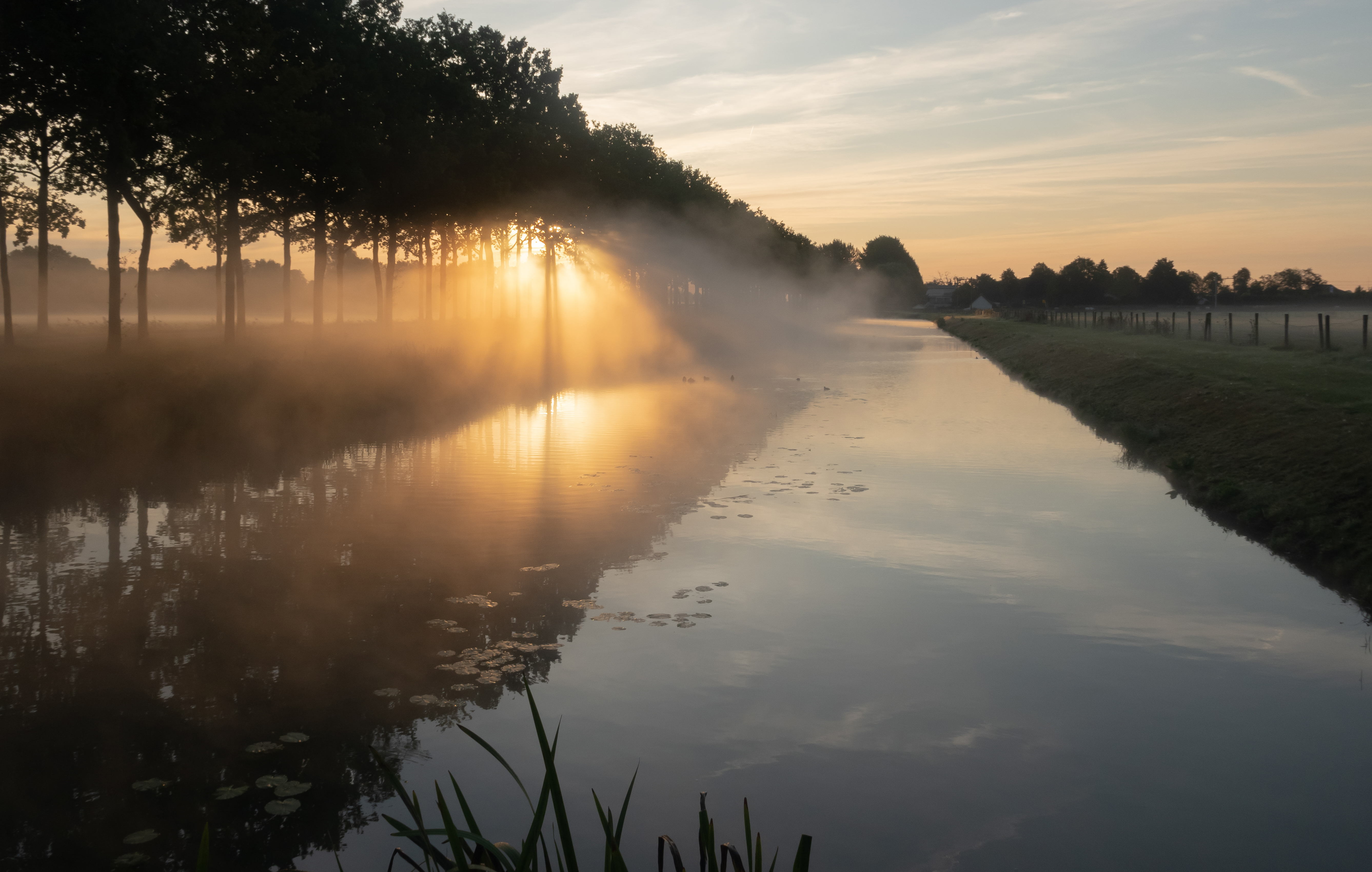
Bij Elst (langs de 1e Weteringsewal)
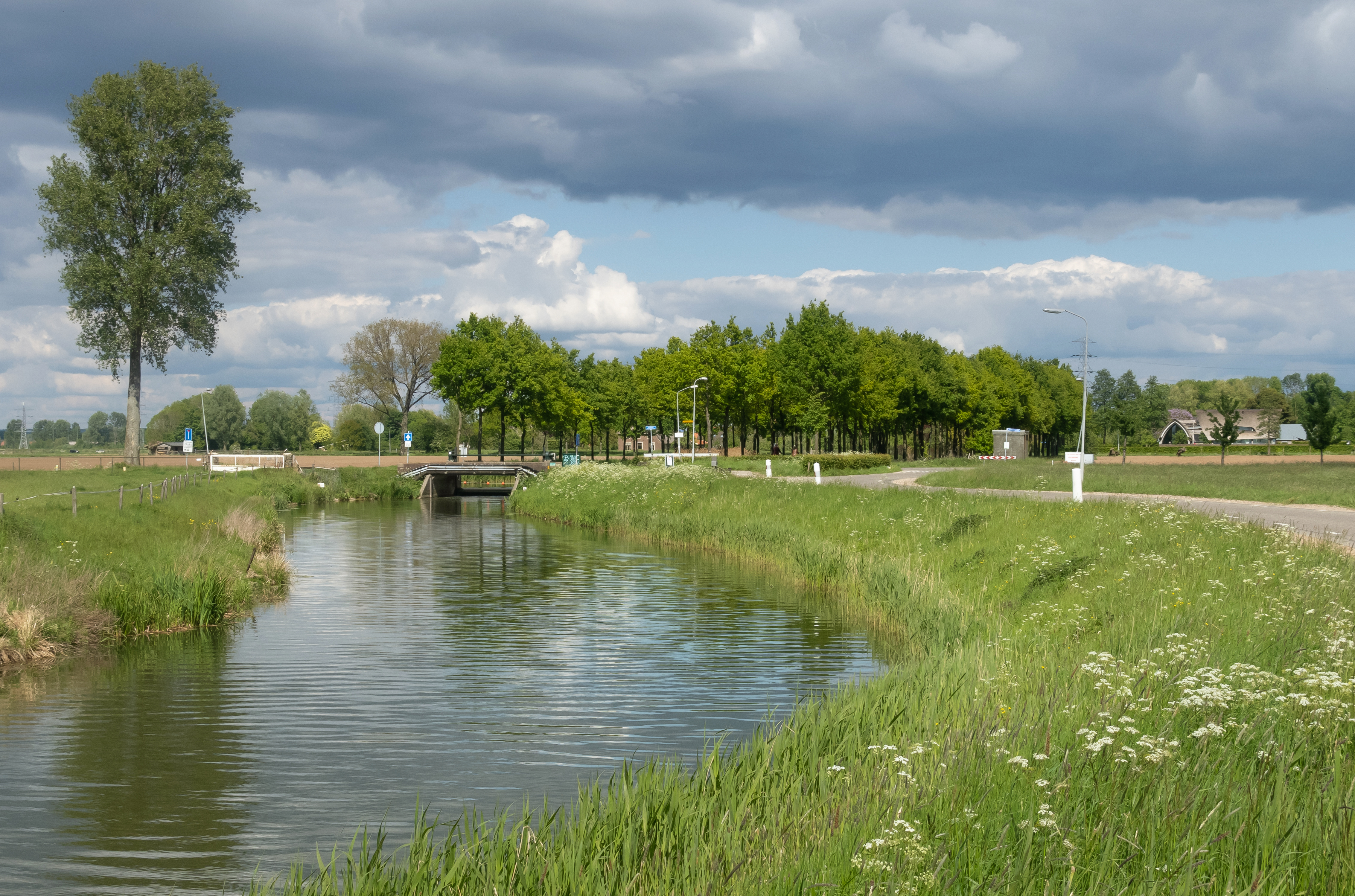
Bij de Raaijebrug
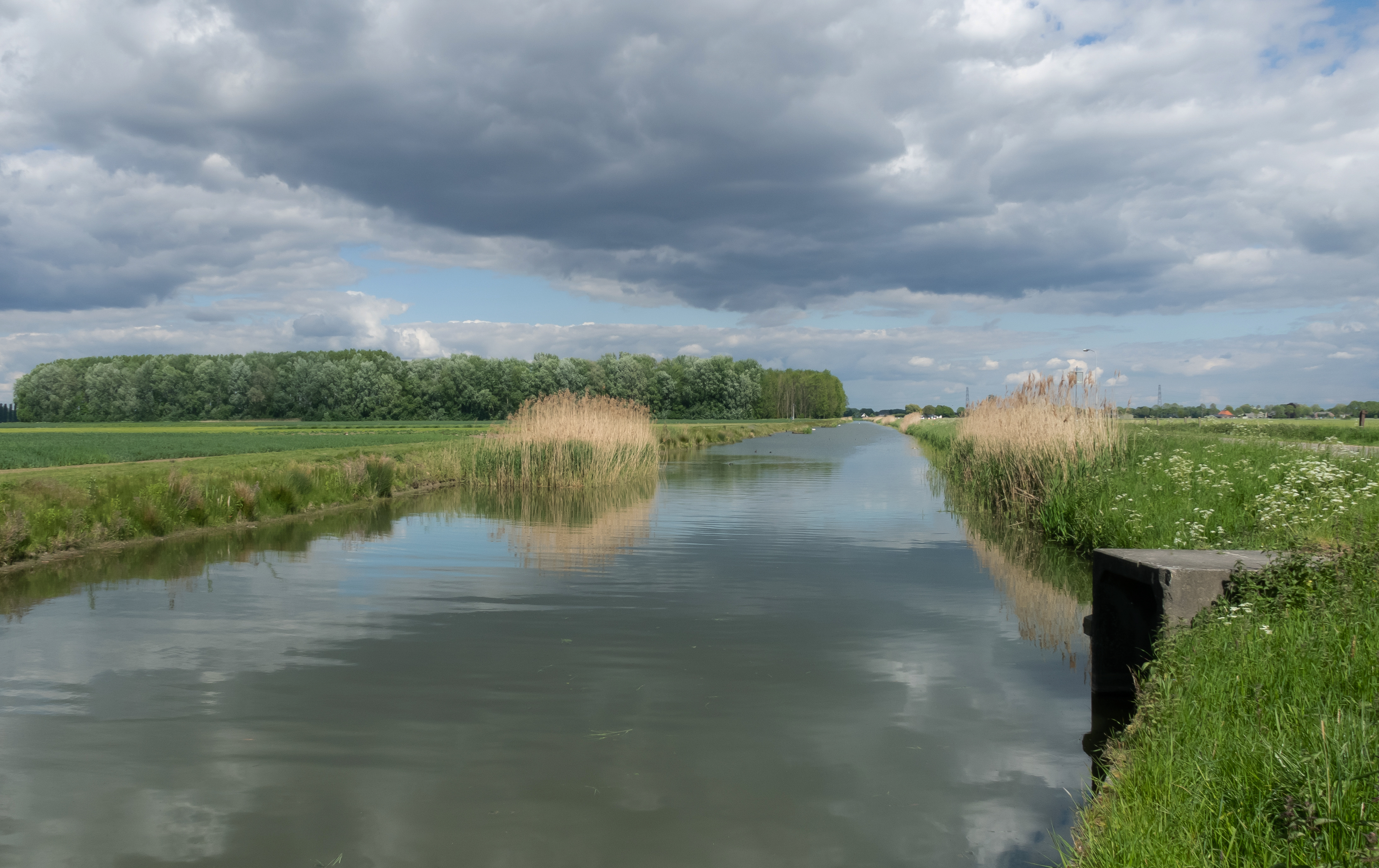
Vanaf de Langstraatbrug
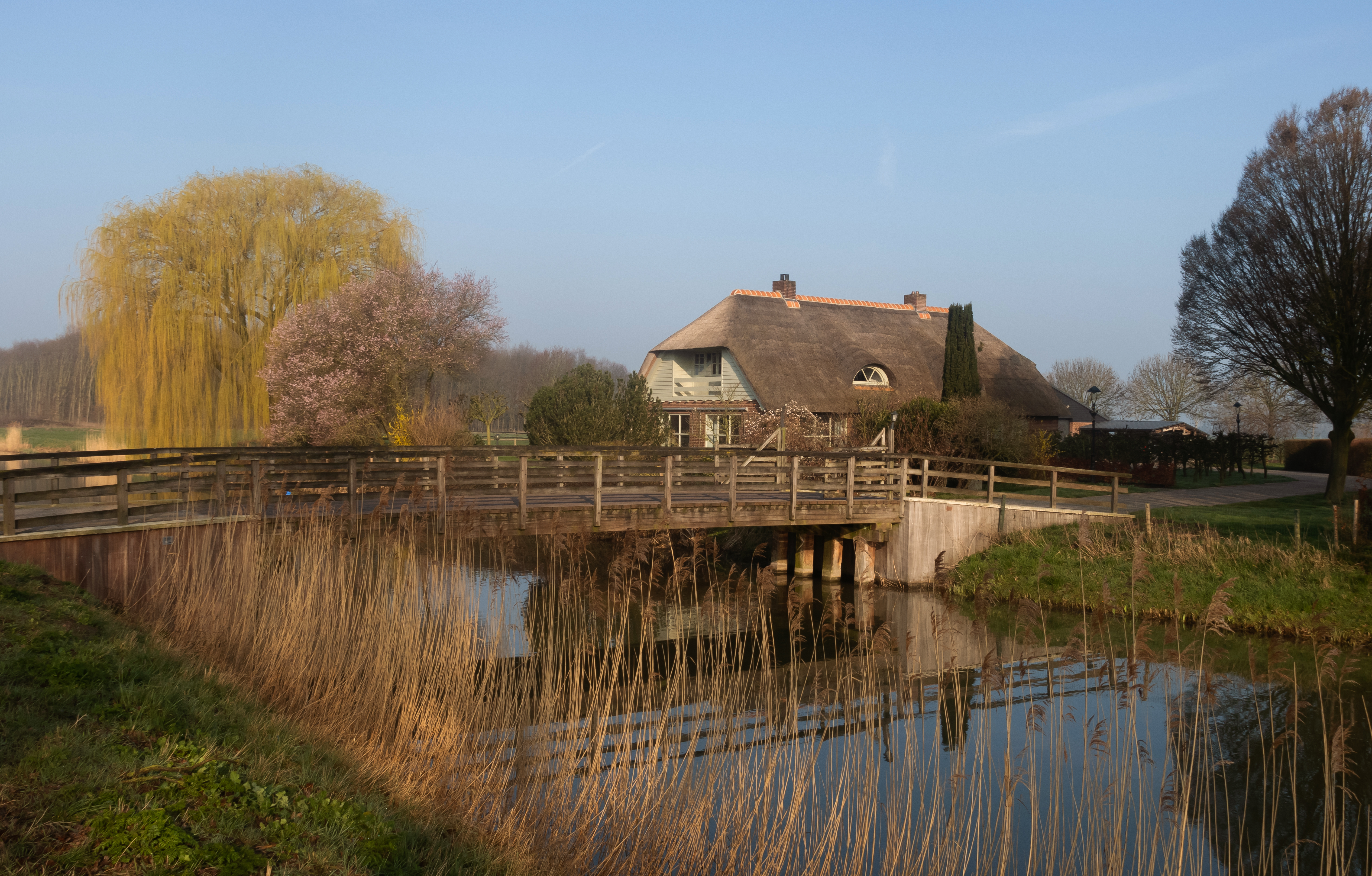
Boerderij aan de 2e Weteringsewal